# Vicente García
Vicente García Guillén (Santo Domingo, 30 de março de 1983) é um músico, cantor e compositor dominicano. Ele é o ex-vocalista da banda dominicana de rock alternativo Calor Urbano, da qual saiu em 2010 para seguir carreira solo.

## Discografia
- Melodrama (2010)
- A La Mar (2016)
- Candela (2019)
- Desde Otro Malecón (2023)

## Singles
- "Cómo Has Logrado"
- "Mi Balcón" (feat. Cultura Profética)
- "Te soñé"
- "Amar en el Yuna"
- "Carmesí"
- "Dulcito e Coco"
- "Caramelo"
- "Loma de Cayenas" (feat. Juan Luis Guerra)